# 938

## Esdeveniments
- Un líder vietnamita es revolta contra la Xina i reconquereix la independència del seu país
- Longás apareix per primera vegada anomenat en documentació procedent del monestir de Leyre, a un document del 14 de febrer del 938, amb el nom de Longareç.

## Naixements
- Hug Capet (alguns documents parlen del 940)

## Necrològiques
- Thankmar (o Tammo), germanastre d'Otó I